# Rune Jarstein
Rune Almenning Jarstein, född 29 september 1984, är en norsk fotbollsmålvakt som spelar för Hertha Berlin. Han har tidigare spelat för Odd Grenland, Rosenborg och Viking. Han har även spelat för Norges landslag.